# Józef Jankowski (powstaniec styczniowy)
Józef Jankowski, ps. Szydłowski (ur. 1832 (niektóre źródła podają 1831), zm. 12 lutego 1864 w Warszawie) – powstaniec styczniowy, dowódca oddziału, podpułkownik Wojska Polskiego.
Był synem obywatela ziemskiego, zarządcy dóbr. W 1850 ukończył Instytut Gospodarstwa Wiejskiego i Leśnictwa w Marymoncie. W czasie powstania dowodził oddziałem powstańczym składającym się głównie z chłopów, stoczył z nim około 30 lub 40 walk i pozostawał w partyzantce przez ponad rok. Walczył na terenie Mazowsza, w guberni lubelskiej, koło Sandomierza i na Podlasiu. Został naczelnikiem wojskowym powiatu stanisławowskiego. Ostatnią potyczkę z wojskami rosyjskimi stoczył 31 grudnia 1863 pod Bukową Małą i Osową na Lubelszczyźnie, wraz z oddziałem Walerego Wróblewskiego, przybyłym z Litwy. Zatrzymany przez Rosjan 21 stycznia 1864 pod Zegrzem, a następnie przetransportowany do Warszawy, gdzie został skazany na śmierć przez sąd polowy. Został powieszony 12 lutego 1864 o godzinie 10 na stokach Cytadeli Warszawskiej. Tuż przed śmiercią krzyknął „Niech żyje Polska”. 
Jest patronem ulicy na lubelskim Konstantynowie.